# ランブリング
ランブリング(Rambling)とは、歩くことが主目的でなく、ある趣味をするために歩くことや、あることをしながら歩くということである。日本ではまだ馴染みのない言葉であるが、多くの人がランブリングを楽しんでいるという現状がある。歩く速度は、楽に会話ができる程度のゆっくりとした歩きである。
ランブリンクする人を、ランブラー(Rambler)という。
英語では、「放浪性の」という意味もあり、イギリスでは、ただ漫然と歩くようなニュアンスに取られて、マイナスイメージがつきまとっていた時代が長く続いていた。ところが、近年、有名タレントのテレビ発言で、積極的な活動としてにわかに注目を集めるようになった。

## 現状
自然観察をしながら歩く、史跡めぐり、お遍路、犬を連れた散歩、鉄道廃線歩き、俳句を詠みながら歩く、風景や建物などの写真撮影のために歩くなど、多種多様であるが、多くの人がランブリングとは気づかずに行っている。
歩くことは目的でなく手段であることが多い。そのため、行事として雨天に運営される場合は、小雨決行の場合もあるが、順延や中止になったすることが多い。また、他の雨天代替プログラムに差し替えたり、移動を徒歩でなく車を使ったりと「歩く」以外に変更される場合もある。この場合は、もはやランブリングではないが、開催目的はある程度は達成されることになる。
一方、ウォーキング大会は、歩くことが目的のため、台風などの荒天でもない限り実施され、参加者は雨天対策を万全にして参加することが多い。しかし、JR東海のさわやかウォーキングなど、当日現地で申込みとなっているウォーキング大会では、参加者に歩く目的の他に寺社巡りや森林浴をはじめとしたランブリングの指向があり、雨天での参加は取りやめる行動に向かう。そのため雨天中止としている。